# Juchitlán (kommun)
Juchitlán är en kommun i Mexiko.   Den ligger i delstaten Jalisco, i den centrala delen av landet, 500 km väster om huvudstaden Mexico City. Antalet invånare är 5 282.
Följande samhällen finns i Juchitlán:
- Juchitlán
- Los Corrales
- Agua Escondida